# Comuna Verhivka, Bar
Verhivka (în ucraineană Верхівка) este o comună în raionul Bar, regiunea Vinnița, Ucraina, formată din satele Prîmoșceanîțea și Verhivka (reședința).

## Demografie
Componența lingvistică a satului Verhivka
     Ucraineană (98,92%)
     Alte limbi (0,98%)
Conform recensământului din 2001, majoritatea populației satului Verhivka era vorbitoare de ucraineană (98,92%), existând în minoritate și vorbitori de alte limbi.